# دوست محمد بازار
دوست محمد بازار (بالفارسية: دوست‌محمد بازار) هي قرية تقع في قسم نغور الريفي (مقاطعة تشابهار) في إيران. يقدر عدد سكانها بـ 265 نسمة بحسب إحصاء 2016.